# Biblioteca Centrală a Universitații de Stat
Fiind una din structurile de bază ale Universității de Stat din Moldova, Biblioteca Centrală Universitară (B.C.U.) este pusă în serviciul comunității universitare, care formează un contingent specific de beneficiari: studenți, doctoranzi, magistranzi, cadre didactice, cercetători, personal auxiliar și alte categorii.
Începutul BCU datează din 1946, odată cu înființarea Universității de Stat din Chișinău.
Biblioteca își începe activitatea având un personal de doi bibliotecari retribuiți și un spațiu de 2 odăi mici. Fondul documentar al Bibliotecii era structurat pe două servicii: împrumut la domiciliu și o sală de lectură pentru studiu cu 40 de locuri. 
O sală de lectură mai încăpătoare (250 de locuri) precum și un spațiu amenajat cu rafturi pentru depozitarea a 150 mii exemplare de documente urmau să fie oferite Bibliotecii mai târziu, la 2 mai 1948.
La 1952 Biblioteca începe constituirea listelor "Intrări noi în fondul Bibliotecii" cu distribuirea ulterioară a acestora la catedre. După 10 ani de activitate, personalul Bibliotecii ajunge la un număr de 14 persoane, iar în 1964 acesta constituia 36 colaboratori.
- În 1967 - 1986 Bibliotecii i se oferă spații suplimentare.
- Începând cu anul 1966 Biblioteca este Centru Metodic pentru bibliotecile din învățământul superior.
- În 1993 Biblioteca este abilitată cu funcțiile de Centru Biblioteconomic Departamental pentru rețeaua de biblioteci din învățământul superior, iar la 24 noiembrie 1994 i se conferă titlul de Biblioteca Centrala a U.S.M .
- În următorii ani evoluția Bibliotecii este impusă de procesul implementării tehnologiilor informaționale în societate, de schimbările funcționale și de conținut (constituirea unui șir de specialități și specializări noi) ce s-au produs în învățământ, îndeosebi în cel superior. Toate acestea conduc la modificări structurale și funcționale în cadrul Bibliotecii: înființarea Bibliotecilor Facultății de Științe Politice și Administrative (1996); Facultății de Litere "I.Ocadcenco" (1991), Facultății de Limbi și Literaturi Străine "V.Banaru" (1998).

Un eveniment important pentru Bibliotecă a fost deschiderea Centrului de Informare și Documentare ONU (CIDONU). 
La moment B.C.U reprezintă o instituție culturală și didactico-științifică ce se implică activ în toate genurile de activitate caracteristice Universității. 
Biblioteca tezaurizează o colecție universală de circa 1 800 000 documente în format tipărit și electronic în diverse limbi.